# Merete Riisager
Merete Riisager Andersen, née le 1er mars 1976 à Aarhus (Danemark), est une femme politique danoise membre de l'Alliance libérale (LA).

## Biographie

### Formation et vie professionnelle
Elle est diplômée en 2003 d'une maîtrise universitaire ès lettres en éducation de l'université de Copenhague. Elle travaille ensuite comme responsable de la formation professionnelle dans plusieurs entreprises.

### Parcours politique
Merete Riisager appartient initialement au Parti social-libéral danois (RV).
Elle est élue députée au Folketing pour l'Alliance libérale lors des élections législatives du 15 septembre 2011. Elle devient alors secrétaire du groupe parlementaire du parti jusqu'en 2012, quand elle prend la présidence de la commission parlementaire sur l'égalité de genre.
Elle est réélue pour un second mandat lors des élections législatives de 2015. Elle devient alors vice-présidente de la commission des affaires fiscales.
Le 28 novembre 2016, quand l'Alliance libérale rentre dans le gouvernement minoritaire de coalition du Premier ministre libéral Lars Løkke Rasmussen, elle est nommée à 40 ans ministre de l'Éducation. Sa nomination est alors critiquée fortement par plusieurs partis d'opposition, notamment pour son opposition à la réforme de l'école publique de 2014 et son soutien à l'école privée.
En octobre 2017, elle propose que les lycées puissent accéder aux ordinateurs personnels des élèves ainsi qu'à leur activité sur les réseaux sociaux pour lutter contre la triche aux examens. Face à la controverse suscitée par sa proposition, elle la retire quelques jours plus tard.
En octobre 2018, elle annonce qu'elle ne sera pas candidate aux prochaines élections législatives. Elle quite donc le Folketing après le scrutin de 2019.
Elle annonce son retour en politique en déclarant en octobre 2019 sa candidature à la présidence de l'Alliance libérale. Elle renonce toutefois à cette candidature en décembre.
Elle devient directrice de la fédération danoise de natation le 1er janvier 2021 en remplacement de Pia Holmen, renvoyée quelques mois plus tôt après une polémique sur les pratiques d'entraînement au sein de la fédération dans les années 2000.  En juin 2022, elle annonce quitter ses fonctions de directrice.
En 2024, elle revient dans le milieu politique en prenant un rôle de conseillère pour l'Alliance libérale.